# Passada de Moró
La Passada de Moró és un coll a 2.626,5 m d'altitud situat en el límit dels termes municipals de Sarroca de Bellera (antic terme de Benés) i de la Vall de Boí (antic terme de Barruera).
Està situat al nord-est del Cap de les Raspes Roies i al sud-oest del Tuc de Moró i del Tossal de la Mina, a l'extrem nord del terme de Sarroca de Bellera.